# Matsunoo-Schrein

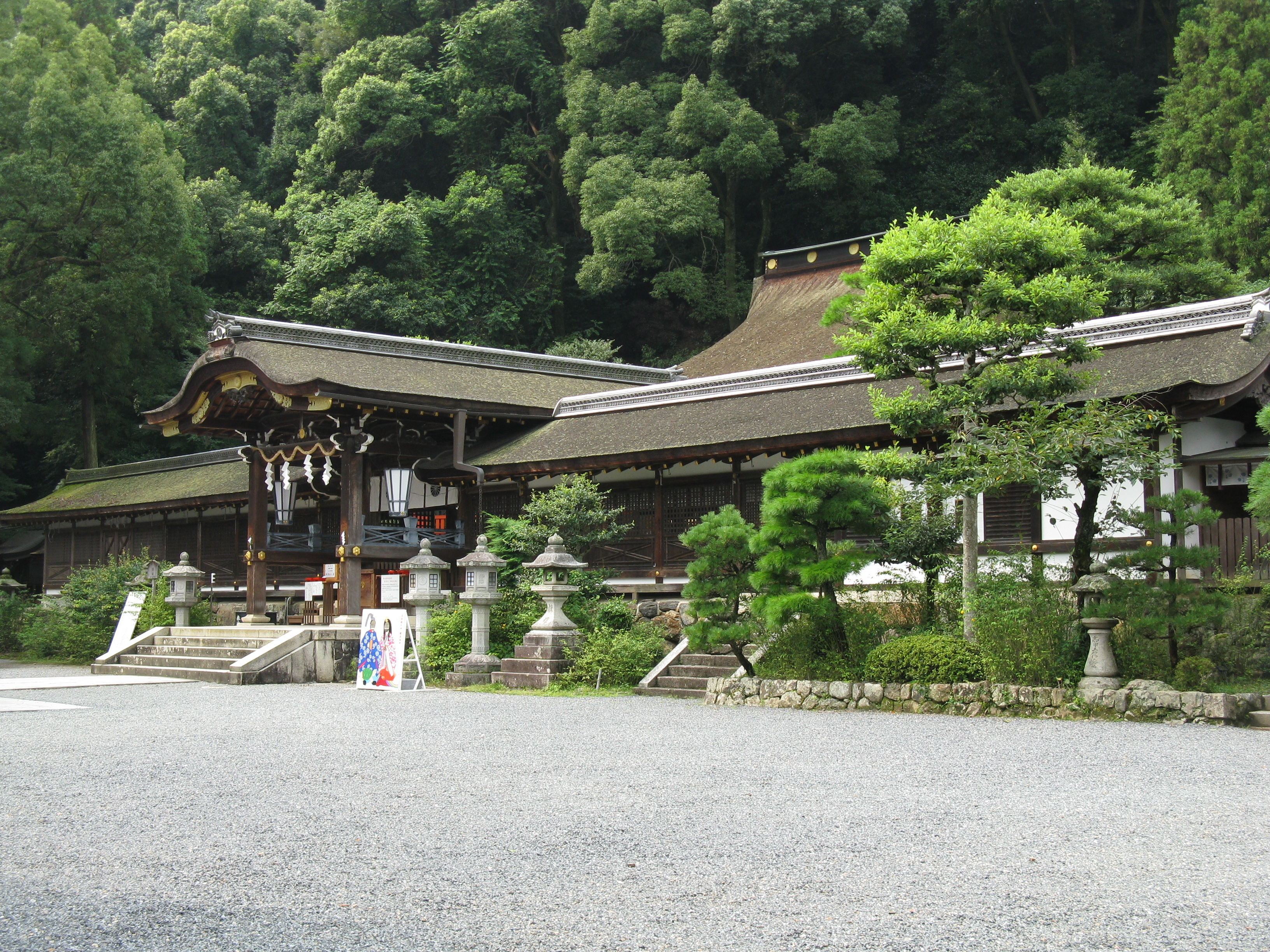
Matsunoo-Schrein

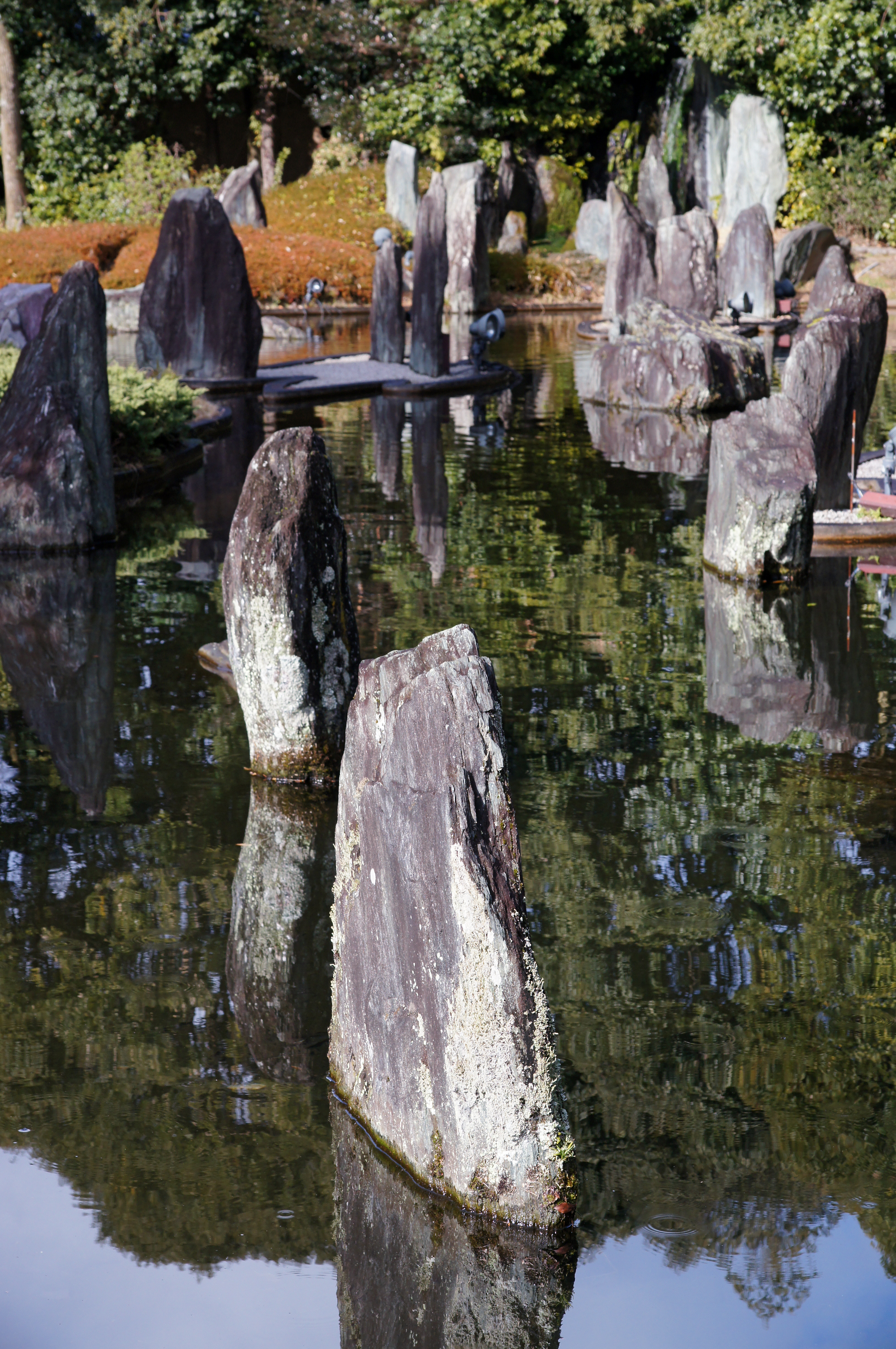
Shofuen

Der Matsunoo-Schrein oder auch historisch Matsu-no-wo-Taisha (japanisch 松尾大社) ist ein Shintō-Schrein in Kyōto in Japan. Er ist einer der bedeutendsten 22 Schreine des Shintō (Nijūnisha). Den Rang eines Taisha (Großschrein) erhielt er erst nach dem Zweiten Weltkrieg.
Der Schrein liegt im Westen von Kyōto. Er wurde 701 in der Nähe einer vom Hata-Klan als heilig betrachteten Quelle gegründet und ist damit einer der ältesten in Kyōto. Er kann sich rühmen, bunrei (s. shintai) an über 1100 andere Schreine vergeben zu haben.
Die Kami des Schreins sind Ō-yamagui-no-kami bzw. Ō-yama-kui und Nakatsu-shima-hime-no-mikoto. Das go-shintai von Ō-yama-kui ist eine uralte Holzstatue. Er wird im Schrein traditionell als ein Wasser-Kami verstanden, das kui in seinem Namen wird als „Wasser“ gelesen (anders als im Hie-Taisha, wo er als Berg-Kami gesehen wird). Er gilt auch als Kami des Brauens und des Sake, und in Zweigschreinen des Matsunoo-Schreins finden sich auch immer große Mengen an Sake als Opfergaben.
Ō-yama-kui wird im Rahmen einer Zeremonie namens Shinkō-sai in einem mikoshi 20 Tage in verschiedene temporäre Schreine (o-tabisho) der Umgebung gebracht, darunter die Stelle des ehemaligen Saiji-Schreins, mit dem der Matsunoo-Schrein besonders enge Beziehungen gehabt hatte.
In einem Nebenschrein namens Tsukiyomi-jinja wird Tsukiyomi verehrt.
Sehenswert ist das Tor mit für Shintō-Schreine untypischen zwei Wächterstatuen und die Gärten. Das Wasser des Wasserfalles des Tempels gilt als gesund und wird von Besuchern mitgenommen. Hersteller von Sake und Miso-Paste beten für geschäftlichen Erfolg.
Der Schrein beherbergt auch ein Museum, in dem die Herstellung von Sake gezeigt wird.